# Diospyros virgata
Diospyros virgata är en tvåhjärtbladig växtart som först beskrevs av Robert Louis August Maximilian Gürke, och fick sitt nu gällande namn av John Patrick Micklethwait Brenan. Diospyros virgata ingår i släktet Diospyros och familjen Ebenaceae. Inga underarter finns listade i Catalogue of Life.